# Валтер Лухт
Валтер Лухт (на немски: Walther Lucht) е генерал от артилерията на германския Вермахт.

## Биография
След като завършва гимназия, през лятото на 1901 г. става част от армията на империята като кадет.
На 18 октомври 1902 г. получава ранг лейтенант. В периода от 1907 до 1910 г. Валтер Лухт служи като адютант на батальона, а на 1 януари 1913 г. е назначен за адютант на полковник.
До началото на Първата световна война, докато учи във военна академия в Берлин, той е принуден да прекъсне обучението си и да се върне в полк като командир на батарея. До октомври 1914 г. Лухт получава първата си награда „Железен кръст“ втора степен и точно една година по-късно – Железен кръст от 1-ва степен. На 31 март 1932 г. в ранг полковник се пенсионира по здравословни причини.
След 4 години почивка, Лухт отново решава да се върне в армията, като отива на разположение на началника на Генералния щаб на армията.
От октомври 1937 г. до март 1938 г. става командир на артилерията на легион „Кондор“. Той заема тази длъжност през лятото на 1939 г. За успешни действия му е връчен испанският кръст със Златните мечове.

## Втора световна война
С избухването на Втората световна война той е прехвърлен да командва 215-ия артилерийски полк. На 17 февруари 1940 г. е повишен до степен генерал-майор. От 6 февруари 1940 г. до ноември 1941 г. той ръководи 44 артилерийски команди. На 8 ноември 1941 г. е назначен за изпълняващ длъжността командир на 87-а пехотна дивизия, като временно замества. На 3 декември 1941 г. отряди на дивизията достигат източния край на гората край село Маслово, като по този начин се приближават до Кремъл на разстояние 33 километра. От март 1942 г. е командир на 336-а пехотна дивизия. На 1 ноември 1942 г. е повишен в генерал-лейтенант.
За успешни отбранителни битки в района на Дон, на 30 януари 1943 г. е награден с Рицарския кръст на Железния кръст.
До 1948 г. е пленник на Съюзниците. На 18 март 1949 г. загива при автомобилна катастрофа близо до Хайлброн.